# 夫婦岩 (北海道和寒町)

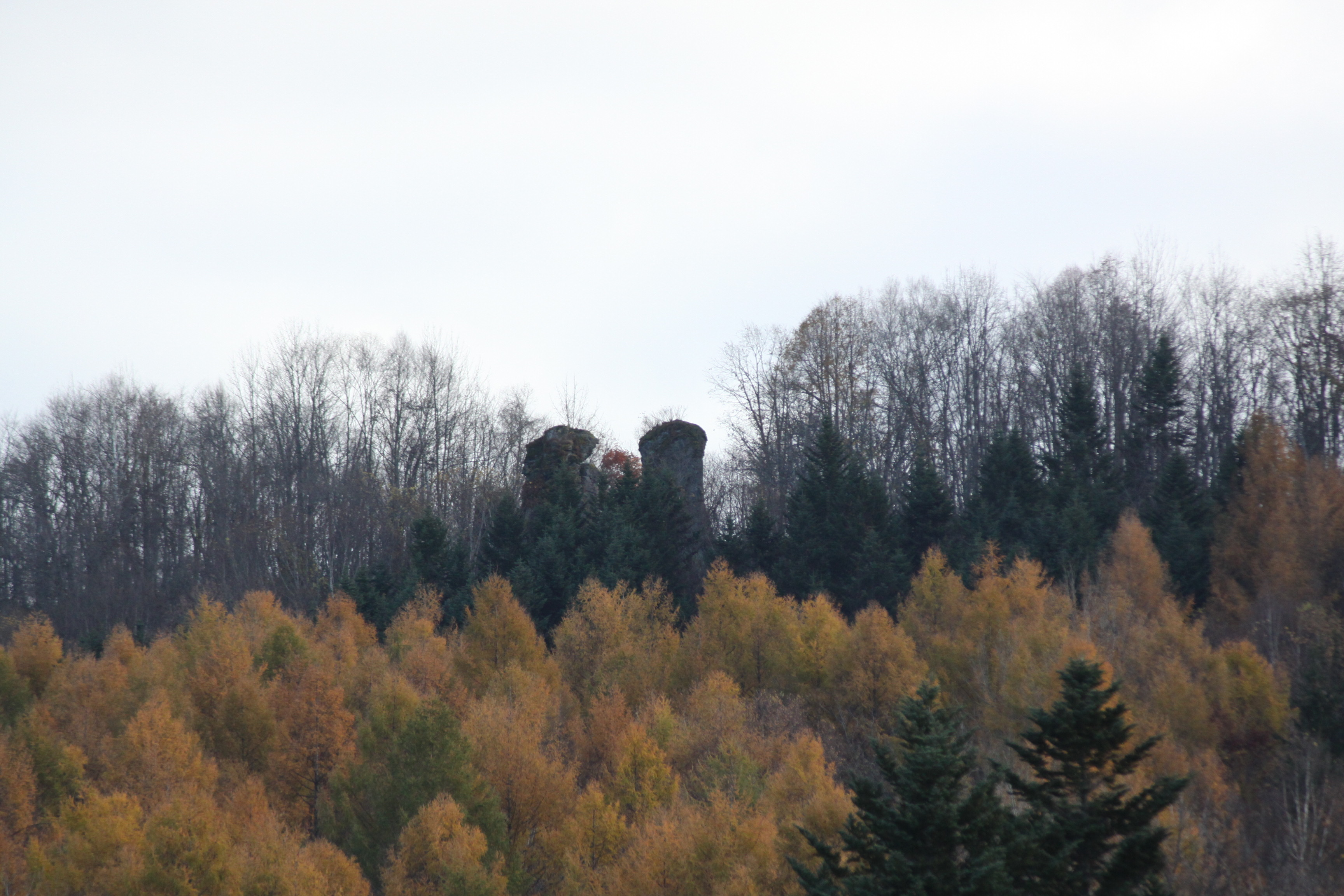
北側ふもとから見える夫婦岩

夫婦岩（めおといわ）は、北海道上川郡和寒町にある岩（夫婦岩）。
1903年10月に発見され、中央に高さ10m級の男岩、男岩の西に女岩、男岩の東に子岩と呼ばれる岩が立ち並んでいる。現在は和寒町が所有。家族岩と呼ぶ場合もあるが定着していない。
所在地については、1975年発行の『和寒町史』では「市街の南西約9km、南丘の小高い山の上にある」、2000年発行の『和寒町百年史』では「市街の南西約7kmで、標高333mの頂上に位置する」と記載する一方、国土地理院の地形図では標高を323mと表記している。

## 成因と成分

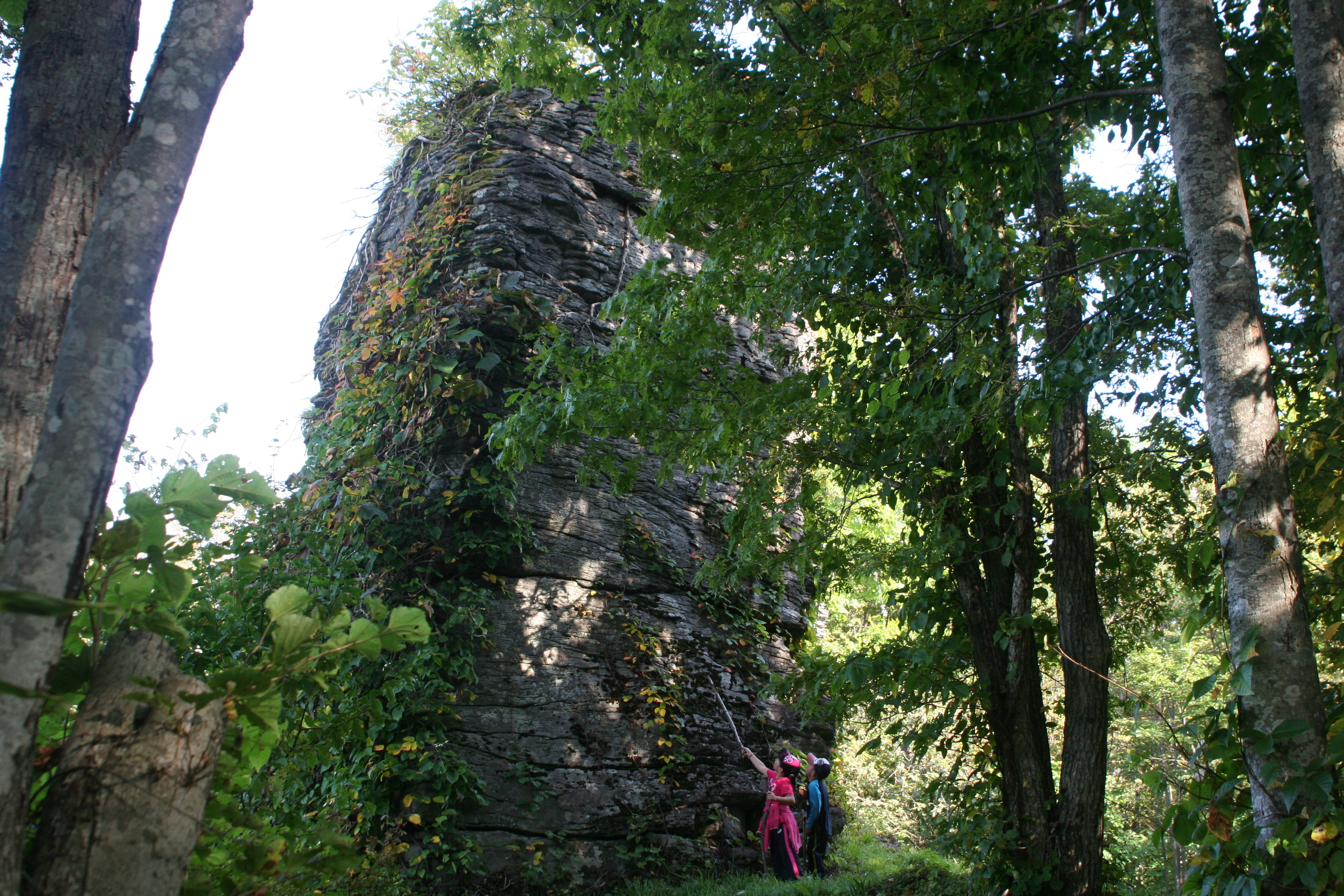
西側から見える夏の夫婦岩

夫婦岩は1300万 - 200万年前、火山活動により陸上に噴出した溶岩とされる。成因は、現地設置の案内板では、1枚の岩が浸食されて3つに分かれたか、個別に堆積した溶岩が3つの塊になったかのいずれかであるとする。岩質はいずれも角閃石安山岩。この時代の角閃石を含む安山岩は道北ではここから幌加内町を経て天塩中川にかけて分布している。

## 発見

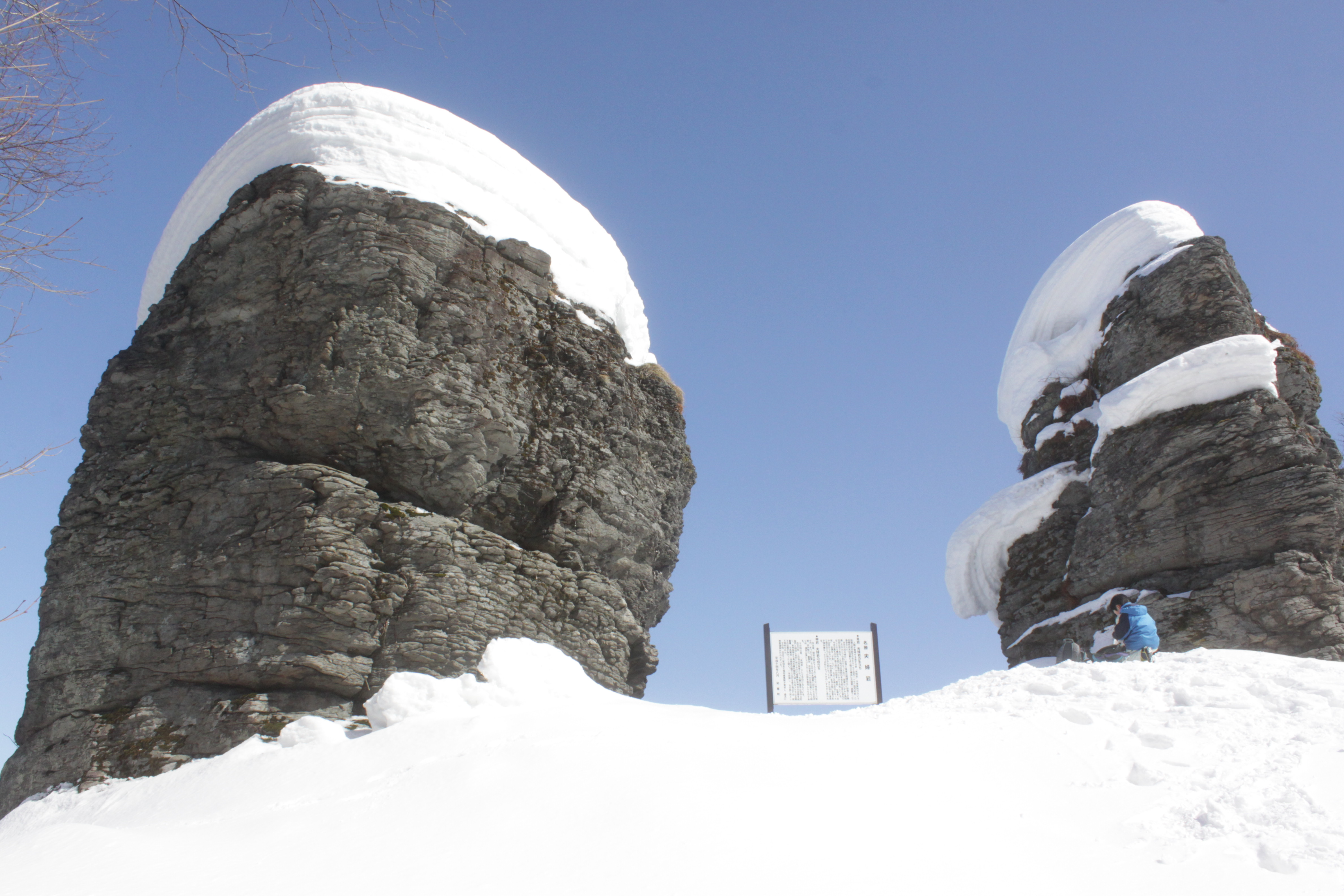
南側から見える冬の夫婦岩

記録に残る発見は1903年10月である。

### 町史での記述
1975年発行の『和寒町史』では「夫婦岩は1903年10月、材木調査に出掛けた大石次郎、井内惣七、星長治、渋谷某の一行が発見したものである」と伝えている。
2000年発行の『和寒町百年史』では「発見は1903年、材木調査の折発見されたものである」と記している。

## 相馬妙見神社
1915年4月1日からは夫婦岩を含む剣淵村の南部が和寒村となった。1917年、岩のある土地の所有者となった人物の呼びかけにより相馬妙見神社の分霊が岩に祀られ、祭礼も毎年開かれた。和寒町が2005年に編纂した地元民の回顧談集によると、ふもとで暮らす男性は小学1年生の1923年ごろ、父の命で小学校6年生の姉とともに道産子を連れてへ夫婦岩に登り、祠に参拝したとという。夫婦岩の前で子供相撲も行われていた。祠は1923年ごろにふもとへ移り（『和寒町史』の記述では「字三笠の競馬場に遷宮」）分霊は合祀された。

## 観光地としての整備

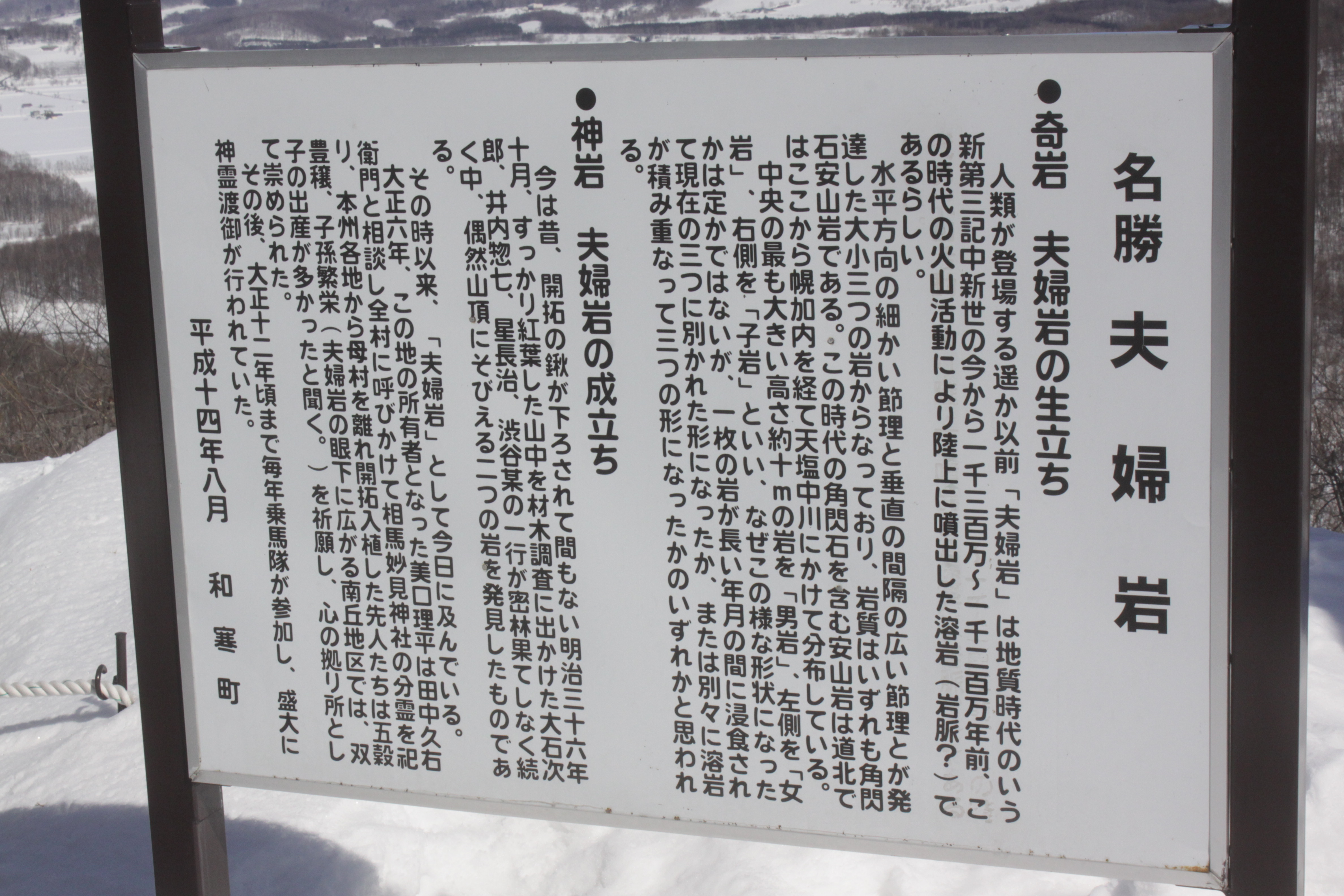
夫婦岩を説明する現地の看板

2000年刊行の『和寒町百年史』には「周辺整備が完全になされておらず、容易に登ることはできない。整備された南丘林道が山裾を走り、桜の並木造成によってラブロードとして人気が高まりつつあり、この林道から夫婦岩までのルート開削が待たれる。」と記されていた。
2015年6月19日、夫婦岩を含む4万9741平方mの土地(塩狩89、90番)を和寒町が取得することが議会で決まり、夫婦岩は同年度中に和寒町の所有となった。その後、道や看板などの整備、宣伝、訪問行事などを行っているが、現在も車道の終点から夫婦岩までは、登坂道を10 - 15分ほど登る必要がある。このため和寒町は、さまざまな人を含む多くの人が訪問できるように、西側斜面を迂回して夫婦岩の南側に達する車道の追加と、転回や乗降ができる駐車場を夫婦岩南側に設置することを検討しており、2021年度中に現地調査を行うことになっている。

## アクセス
- 宗谷本線塩狩駅から直線でおよそ西へ2.5km。季節を問わず徒歩での訪問が可能。